# 귀인 정씨 (성종)
귀인 정씨(貴人 鄭氏, ? ~ 1504년 4월 14일(음력 3월 20일))는 조선의 제9대 왕 성종의 후궁이다. 본관은 초계(草溪)이다.

## 생애
본관은 초계이며, 본명은 금이(金伊)이다. 정인석(鄭仁石)의 딸로 태어났으며, 성종실록에 '숙용 정씨(귀인 정씨)의 동생과 인수왕 대비전의 시녀인 상궁 조씨의 동생을 다 영구히 양인(良人)이 되도록 허가하라고 명하였다.'라는 기록이 있는 것으로 보아 본디 그 신분은 천민이었을 것으로 추측된다.
연산군은 모후인 폐비 윤씨의 죽음이 모두 귀인 정씨와 성종의 또다른 후궁인 소용 엄씨 등의 참소때문이라고 판단하여, 그녀들을 매우 미워했다.
1504년(연산군 10년) 음력 3월 20일 밤, 연산군은 귀인 정씨와 소용 엄씨를 창경궁 뜰에 묶어놓고 정씨의 소생인 안양군과 봉안군을 잡아와, 그녀를 마구 때리게 했다. 당시 날이 어두워 안양군은 어머니임을 짐작하지 못하고 마구 때렸으나, 봉안군은 어머니임을 알아차리고 때리지 않고 가만히 있었다고 한다. 이 때문에 연산군은 더욱 화가 나 그녀들을 몽둥이로 마구 때려서 살해하였다. 귀인 엄씨와 귀인 정씨가 숨이 끊어지고도 연산군의 매질은 그치지 않았다. 그러고도 연산군은 안양군과 봉안군을 인수대비에게로 끌고 가 갖은 행패를 부렸으며, 이어 내수사(內需司)를 시켜 그녀들의 시체를 모두 찢어 젓갈을 만들어 산천(山川)에 뿌려버리라고 지시했다. 이후 안양군과 봉안군도 외딴 섬에 유배시킨 후, 1년 후인 1505년에 모두 죽여버렸다.
중종반정이 일어난 후, 1506년(중종 1년) 10월에 그 신원이 복위되었다. 이어 중종은, 같은 해 11월에 귀인 정씨와 소용 엄씨 두 사람에 대해 3년 동안 제물(祭物)을 지급토록 명하였다.

## 가계
본가 초계 정씨
- 아버지 : 정인석(鄭仁石, 1424년~1504년)

왕가 전주 이씨
- 남편 : 성종(1457년-1494년, 재위:1469년~1494년)
  - 아들 : 안양군 이항(安陽君, 1480년~1505년) - 구수영의 딸과 결혼
  - 아들 : 봉안군 이봉(鳳安君, 1482년~1505년) - 조기의 딸과 결혼
  - 딸 : 정혜옹주(靜惠翁主, 1490년~1507년) - 한기에게 하가

## 귀인 정씨가 등장하는 작품

### 드라마
- 1984년~1985년 MBC 드라마 《설중매》 배우:김해숙
- 1998년~1999년 KBS 드라마 《왕과 비》 배우:김정난
- 2007년~2008년 SBS 드라마 《왕과 나》 배우:윤혜경
- 2011년~2012년 JTBC 드라마 《인수대비》 배우:정요숙